# William Thomas Russell
William Thomas Russell (* 20. Oktober 1863 in Baltimore; † 18. März 1927 in Charleston, South Carolina) war ein US-amerikanischer Geistlicher und römisch-katholischer Bischof von Charleston.

## Leben
William Thomas Russell besuchte das St. Charles College in Ellicott City und das Loyola College. Anschließend studierte Russell Katholische Theologie und Philosophie am Päpstlichen Nordamerika-Kolleg in Rom und am St. Mary’s Seminary in Baltimore. Er empfing am 21. Juni 1889 durch den Erzbischof von Baltimore, James Gibbons, das Sakrament der Priesterweihe.
Russell wurde Pfarrer der Pfarrei St. James in Hyattsville, Maryland. An der Katholischen Universität von Amerika in Washington, D.C. erwarb er ein Lizenziat im Fach Katholische Theologie. 1894 wurde William Thomas Russell Privatsekretär von James Kardinal Gibbons. 1908 wurde Russell Pfarrer der Pfarrei St. Patrick in Washington, D.C. 1911 wurde ihm von Papst Pius X. der Ehrentitel eines Päpstlichen Hausprälaten verliehen.
Am 7. Dezember 1916 ernannte ihn Papst Benedikt XV. zum Bischof von Charleston. Der Erzbischof von Baltimore, James Kardinal Gibbons, spendete ihm am 19. März 1917 die Bischofsweihe; Mitkonsekratoren waren der Bischof von Wilmington, John J. Monaghan, und der Weihbischof in Baltimore, Owen Patrick Bernard Corrigan.